# Rafael Fernández Pérez
Rafael Fernández Pérez, detto Rafa (Valencia, 13 giugno 1980), è un ex giocatore di calcio a 5 spagnolo, campione del mondo nel 2004 e d'Europa nel 2012 con la Nazionale spagnola.

## Carriera

### Club
Ha iniziato nel Valencia, debuttando in prima squadra il 31 ottobre 1998. Al termine della stagione 2000-01 è stato eletto miglior portiere della División de Honor. Ha proseguito la carriera giocando nel Playas de Castellón, nell'Inter, nell'ElPozo Murcia e infine nell'Elche.

### Nazionale
Con la nazionale spagnola ha disputato oltre 80 partite e fatto parte della spedizione che ha vinto la Coppa del Mondo 2004 nonché, un anno più tardi, anche il campionato europeo in Repubblica Ceca. Nel campionato europeo 2014 viene inserito nella formazione ideale del torneo stilata dal Gruppo Tecnico della UEFA.

## Palmarès

### Club

#### Competizioni nazionali
- Campionato spagnolo: 1
Inter: 2007-08
- Coppa di Spagna: 2
Valencia: 2001-02
Inter: 2006-07
- Supercoppa di Spagna: 5
Castellón: 2004
Inter: 2005, 2007
ElPozo Murcia: 2012, 2014

#### Competizioni internazionali
- Coppa Intercontinentale: 3
Inter: 2006, 2007, 2008

### Nazionale
- Campionato mondiale: 1
Taipei Cinese 2004
- Campionato d'Europa: 1
Repubblica Ceca 2005